# Fair Wear Foundation
Fair Wear Foundation (Fair Wear) is een onafhankelijke multistakeholder organisatie. De stichting werkt samen met kledingmerken, en relevante organisaties uit  de kledingindustrie aan betere arbeidsomstandigheden in de fabrieken.

## Kledingmerken
Fair Wear werkt samen met merken die hun kledingproductie eerlijker willen maken. In 2019 waren ruim 80 bedrijven aangesloten, die samen meer dan 130 kledingmerken uit tien Europese landen vertegenwoordigen. Alle merken die zich bij Fair Wear aansluiten, werken aan het implementeren van  acht arbeidsnormen van Fair Wear.
Fair Wear merken werken samen met fabrieken aan betere arbeidsomstandigheden. Ze erkennen en nemen hun verantwoordelijheid voor de omstandigheden waaronder hun kleding is gemaakt. Ze werken in de fabrieken zelf aan betere arbeidsomstandigheden en passen ook hun manier van zakendoen aan. De beslissingen die managers van kledingmerken hier in Europa nemen, kunnen namelijk een enorme invloed hebben op de arbeidsomstandigheden in de kledingfabrieken aan de andere kant van de wereld. Deze twee kanten van de kledingketen kunnen niet los van elkaar worden gezien.

## De arbeidsnormen van FWF
De Fair Wear Foundation Gedragscode bevat acht arbeidsnormen. Deze zijn gebaseerd op de afspraken van de Internationale Arbeidsorganisatie en de Universele Verklaring van de Rechten van de Mens. De Gedragscode van FWF staat bekend om de strenge richtlijnen op het gebied van de vrijheid van verenigen, werktijden en een leefbaar loon.
De acht arbeidsnormen van Fair Wear zijn:
- Het werk wordt vrijwillig uitgevoerd. Oftewel: er is geen dwangarbeid.
- Er is geen discriminatie op de werkvloer.
- Er worden geen kinderen uitgebuit.
- Werknemers mogen zich verenigen en collectief onderhandelen.
- Werknemers krijgen genoeg betaald.
- Er zijn redelijke werktijden.
- De werkomgeving is veilig en gezond.
- Er is een juridisch bindende arbeidsovereenkomst, oftewel, een eerlijk en wettig contract.

## Productielanden
Fair Wear is actief in elf productielanden: 
India, China, Bangladesh, Vietnam, Myanmar, Indonesië, Bulgarije, Roemenië, Noord-Macedonië, Tunesië en Turkije. In deze landen werkt Fair Wear nauw samen met lokale inspectieteams en trainers.
Daarnaast werkt Fair Wear intensief samen met tal van nationale en internationale organisaties, zoals vakbonden, andere ngo’s en overheidsinstanties.

## Instrumenten voor verandering
Hoe brengt Fair Wear nu verandering teweeg? Door middel van Brand Performance Checks, fabrieksinspecties en trainingen en door middel van klachtenlijnen voor de fabrieksarbeiders in de landen.

#### Brand Performance Checks
Fair Wear gebruikt Brand Performance Checks om vast te stellen hoe effectief kledingmerken werken aan betere arbeidsomstandigheden en hoe ze dat nog beter kunnen doen. Fair Wear rapporteert publiekelijk over de resultaten wat een grote mate van transparantie vereist van de aangesloten merken.

#### Fabrieksinspecties
Bij een Fair Wear-inspectie bezoeken een werknemersinterviewer, een documenteninspecteur en een arbodeskundige de fabriek. Zij zijn onmisbaar voor het blootleggen van problemen. Het team bestaat altijd uit lokale deskundigen. Na de inspectie bespreekt het team hoe het merk en de fabriek verbeteringen kunnen doorvoeren. Het merk en het management van de fabriek maken vervolgens een concreet stappenplan, met een duidelijke planning.
Fair Wear beschouwt de inspectie als een startpunt. Op basis van de inspectie kunnen het merk en de fabriek samen aan concrete verbeteringen werken. Die samenwerking is essentieel voor een succesvol verbetertraject.

#### Workplace Education Programmes
Tijdens trainingen in fabrieken informeert Fair Wear werknemers en managers van kledingfabrieken over hun rechten en over waar werknemers terecht kunnen als ze klachten hebben.

#### Klachtenlijnen
Fair Wear beschikt over klachtenlijnenin de productielanden. Als een fabrieksmedewerker een klacht indient, stelt Fair Wear een onderzoek in. Is de klacht terecht? Dan gaat het merk samen met de leverancier op zoek naar een oplossing.

## Samenwerking
Fair Wear werkt samen met andere partijen in zowel producerende als consumerende landen. Door samenwerking proberen we consumenten en beleidsmakers bewust te maken van de huidige problemen in de textielindustrie en wat wij zien als mogelijke oplossingen. Fair Wear kan met concrete voorbeelden aantonen hoe een eerlijke kledingindustrie eruit zou moeten zien. Ook gebruikt Fair Wear haar opgedane kennis om in verschillende landen te lobbyen voor betere werkomstandigheden.
Fair Wear brengt alle partijen op elk niveau samen – van bestuurlijke beslissingen tot inspecties op de werkvloer – zodat merken, brancheverenigingen, vakbonden, overheidsorganen en ngo’s stuk voor stuk hun stem kunnen laten horen om samen een eerlijke kledingindustrie te bewerkstelligen.

## Geschiedenis
Fair Wear is opgericht in 1999 als multi stakeholder initiatief. Net als veel andere landen had Nederland de kledingproductie in die tijd al grotendeels naar lagelonenlanden verplaatst. Nadat vakbond Mondiaal FNV en de Schone Kleren Campagne jarenlang campagne hadden gevoerd tegen de erbarmelijke arbeidsomstandigheden in lagelonenlanden, namen ze contact op met de werkgeversorganisaties, met het voorstel om samen de arbeidsomstandigheden in de kledingindustrie te verbeteren.
Tussen 1999 en 2002 voerde Fair Wear samen met vier Nederlandse bedrijven proefprojecten uit om de Gedragscode praktisch uitvoerbaar te maken.
De volgende stap was het zoeken van bedrijven die zich bij Fair Wear wilden aansluiten. In maart 2003 werden de eerste elf leden bekendgemaakt.
In 2019 werken er in Amsterdam meer dan 50 mensen bij Fair Wear. Daarnaast zijn er nog de lokale teams in de productielanden.

## Structuur
Fair Wear is een onafhankelijke non-profit stichting, met het statuut van Algemeen nut beogende instelling (ANBI), waardoor ze belastingvrije giften en donaties kan ontvangen. In het bestuur zetelen vertegenwoordigers van drie groepen belanghebbenden: bedrijfsverenigingen, vakbonden en NGO's, zoals onder meer de Schone Kleren Campagne opgenomen.
De organisatie is ook vertegenwoordigd in Duitsland. Naast een veertigtal medewerkers in het hoofdkantoor heeft Fair Wear plaatselijke teams in de productielanden.